# Gamla staden, Lidköping
Gamla staden, eller Gamle stan, är en stadsdel i Lidköping. Den ligger på östra sidan av Lidan .